# Berchem-Saint-Laurent
Pour les articles homonymes, voir Berchem.
Berchem-Saint-Laurent, en néerlandais Sint-Laureins-Berchem, est une section de la commune belge de Leeuw-Saint-Pierre située en Région flamande dans la province du Brabant flamand.